# USS Shipley Bay (CVE-85)
Авіаносець «Шиплі Бей» (англ. USS Shipley Bay (CVE-85).jpg) — ескортний авіаносець США часів Другої світової війни, типу «Касабланка».

## Історія створення
Авіаносець «Шиплі Бей» закладений 22 листопада 1943 року на верфі Kaiser Shipyards у Ванкувері. Спущений на воду 12 лютого 1944 року. Вступив у стрій 21 березня 1944 року.

## Історія служби
Після вступу в стрій авіаносець з жовтня 1944 року по травень 1945 року здійснював перевезення літаків для потреб тактичного з'єднання TF58/38.
В період з 7 по 16 травня, під час битві за Окінаву, літаки «Шиплі Бей» завдавали ударів по японських позиціях.
16 травня 1945 року корабель був пошкоджений внаслідок зіткнення під час заправки паливом та вирушив на Гуам для ремонту.
Після закінчення бойових дій корабель перевозив американських солдатів та моряків на батьківщину (операція «Magic Carpet»).
28 квітня 1946 року авіаносець був виведений в резерв. 1 березня 1959 року він був виключений зі списків флоту та зданий на злам.